# Droga wojewódzka nr 815
Droga wojewódzka nr 815 (DW815) – droga wojewódzka klasy G (główna) w województwie lubelskim o długości 61,620 km łącząca Wisznice z Lubartowem. 

## Charakterystyka trasy
Droga prowadzi przez powiaty: bialski, parczewski oraz lubartowski. Trasa jest częścią alternatywnego szlaku relacji Lublin – Biała Podlaska w stosunku do drogi krajowej nr 19 oraz drogi krajowej nr 2.
W Parczewie na odcinku 180 metrów, ulicą 11 Listopada ma wspólny przebieg z drogą wojewódzką nr 813.
Wzdłuż drogi funkcjonuje 60 przystanków komunikacji publicznej – wszystkie umiejscowione są w zatokach.

## Parametry techniczne
Droga ma klasę G o przekroju jednojezdniowym, z dwoma pasami ruchu (po jednym w każdym kierunku). Szerokość jezdni wynosi 6 m na odcinku Wisznice – Parczew i 7 m na odcinku Parczew – Lubartów.
Na całej długości trasa ma nawierzchnię z asfaltobetonu i dostosowana jest do nacisku 115 kN/oś.

## Rozbudowa drogi
W latach 2018-2019 kosztem 236,1 mln zł zmodernizowano najbardziej obciążony ruchem trzydziestopięciokilometrowy odcinek Parczew – Lubartów stanowiący 57% długości całej trasy. Prace objęły kompleksową przebudowę jezdni i wszystkich obiektów inżynierskich. Wzdłuż całego odcinka wybudowano drogę rowerową pokrytą asfaltobetonem.

## Zarządcy drogi
Zarządcą drogi jest Zarząd Dróg Wojewódzkich w Lublinie – Rejon DW Parczew.

## Miejscowości leżące przy trasie DW815
- Wisznice 63
- Horodyszcze
- Jabłoń
- Kolano-Kolonia
- Zaniówka
- Przewłoka 818
- Parczew 813
- Królewski Dwór
- Glinny Stok 814
- Siemień
- Siemień-Kolonia
- Działyń
- Juliopol
- Brzeźnica Leśna
- Niedźwiada-Kolonia
- Klementynów
- Tarło 821
- Pałecznica-Kolonia
- Szczekarków
- Szczekarków-Kolonia
- Lubartów 19 S19

## Historia numeracji
Na przestrzeni lat trasa posiadała różne oznaczenia i klasyfikacje:
| Numer | Kategoria                                                                 | Przebieg                                | Lata obowiązywania | Źródło | Uwagi                                       |
| ----- | ------------------------------------------------------------------------- | --------------------------------------- | ------------------ | --- | ------------------------------------------- |
| L8    | Droga państwowa                                                           | Wisznice – Parczew – Siemień – Lubartów | 1952 – 14 II 1986  | Wojskowe mapy topograficzne 1:50 000 do miast Wisznice, Parczew, Firlej i Lubartów – datowane na rok 1987 (według stanu na rok 1984).       | Odcinek w tym czasie był drogą drugorzędną. |
| 815   | • droga krajowa: 14 II 1986 – 31 XII 1998 • droga wojewódzka: od 1 I 1999 | Wisznice – Parczew – Siemień – Lubartów | od 14 II 1986      | Uchwała nr 192 Rady Ministrów z dnia 2 grudnia 1985 r. w sprawie zaliczenia dróg do kategorii dróg krajowych (M.P. z 1986 r. nr 3, poz. 16) | –                                           |

## Galeria

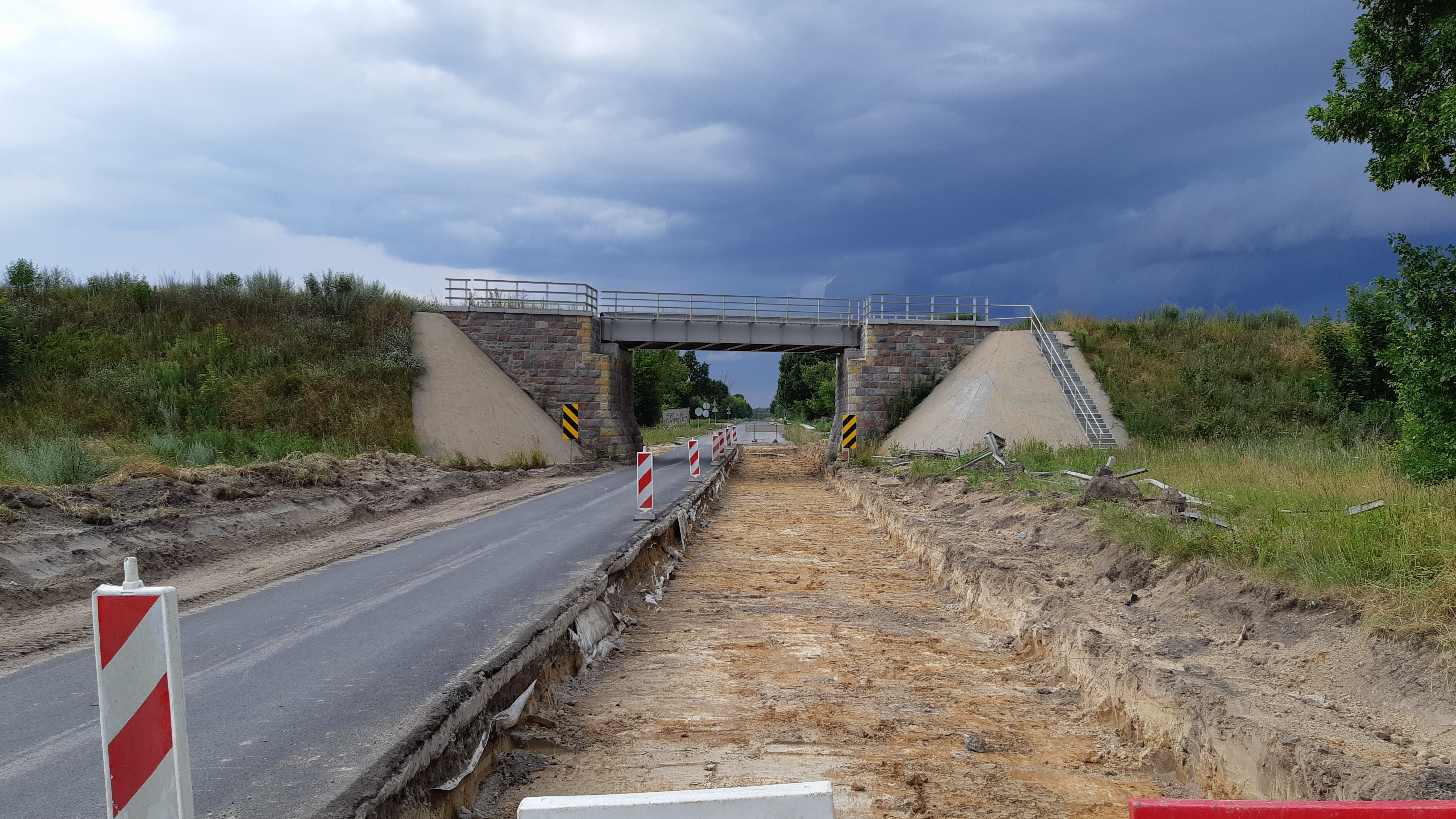
Remont w Królewskim Dworze
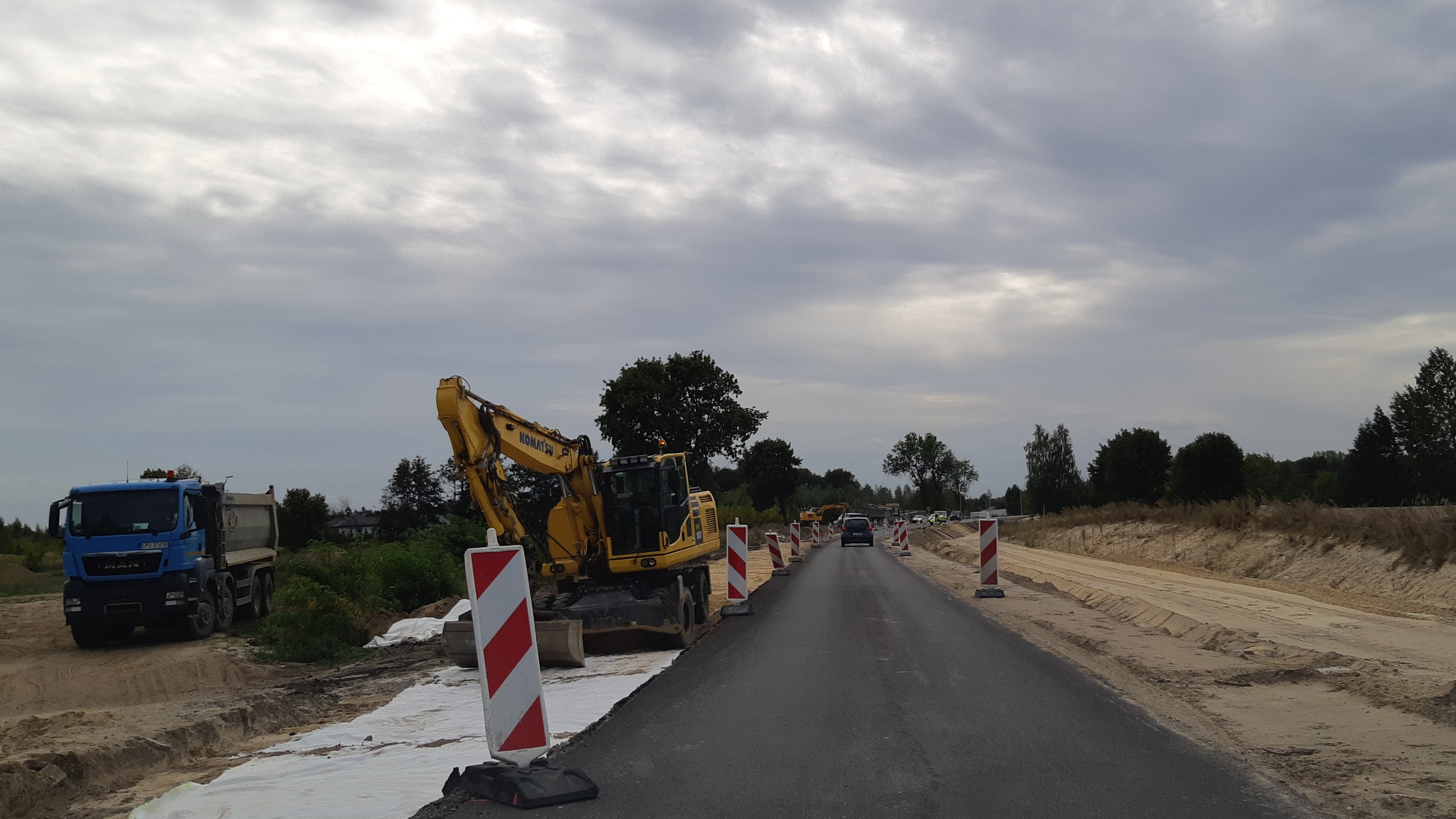
Remont w Pałecznicy-Kolonii
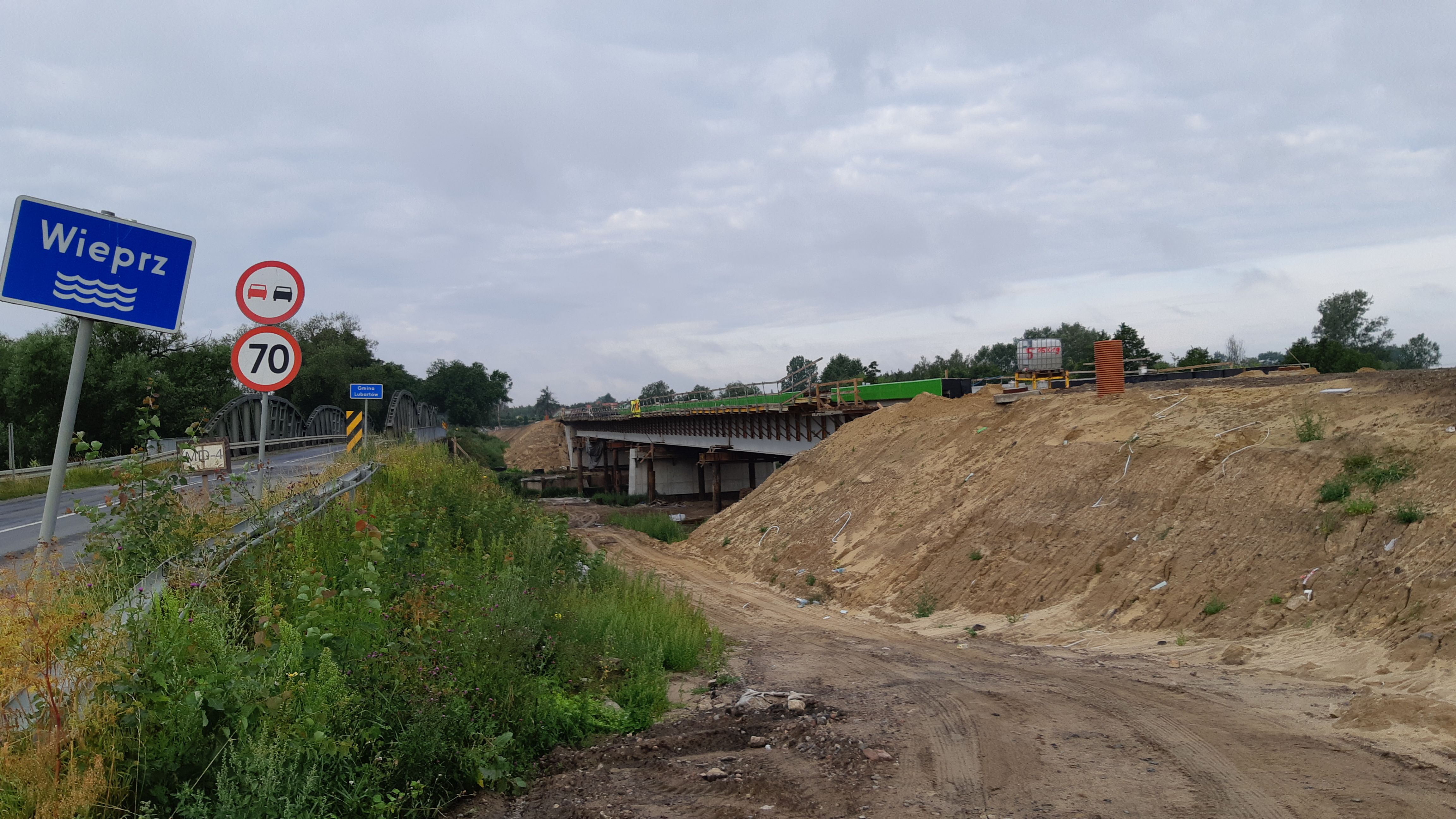
Stary i nowy most przez Wieprz w Szczekarkowie
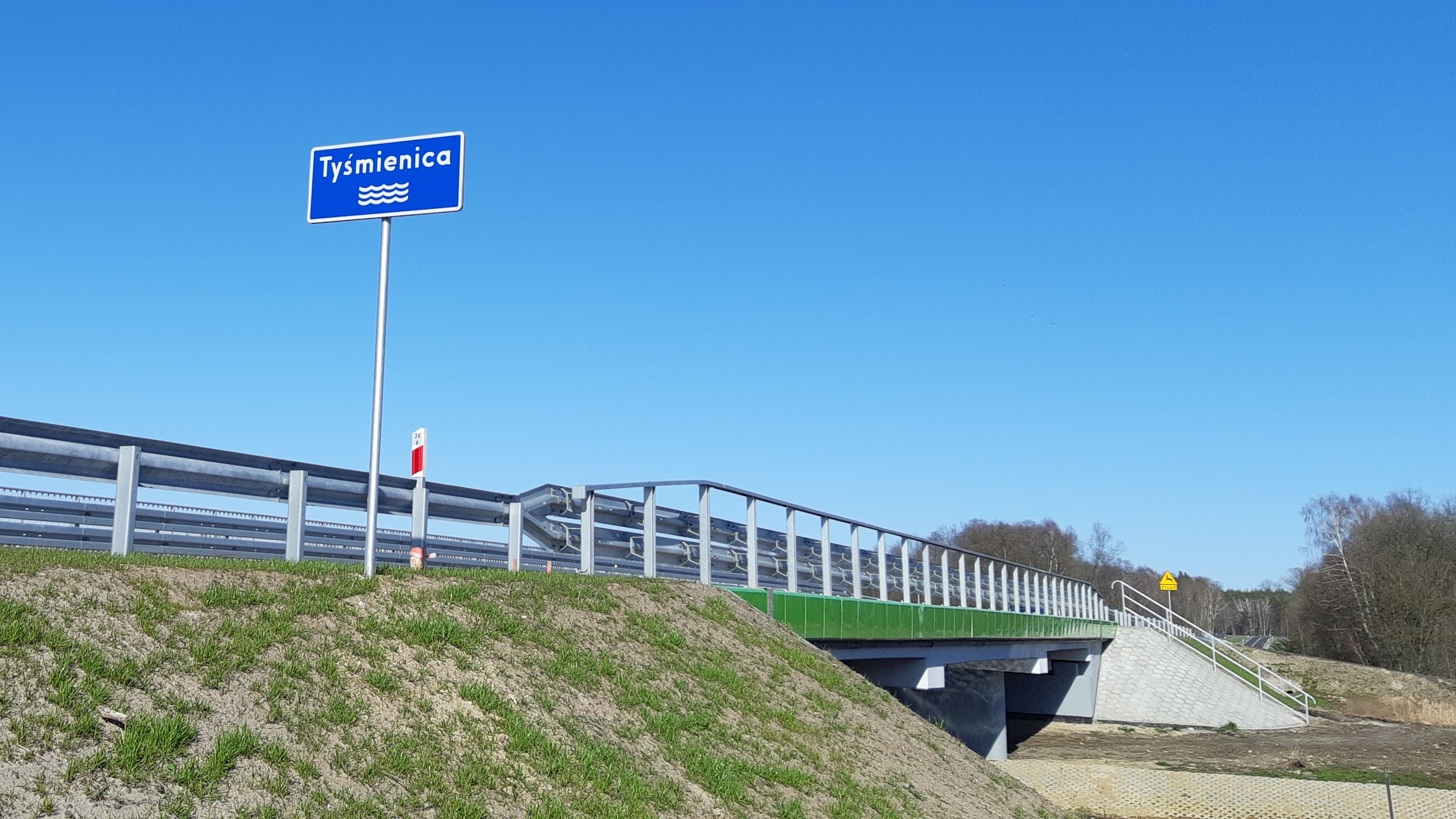
Most przez Tyśmienicę w Siemieniu
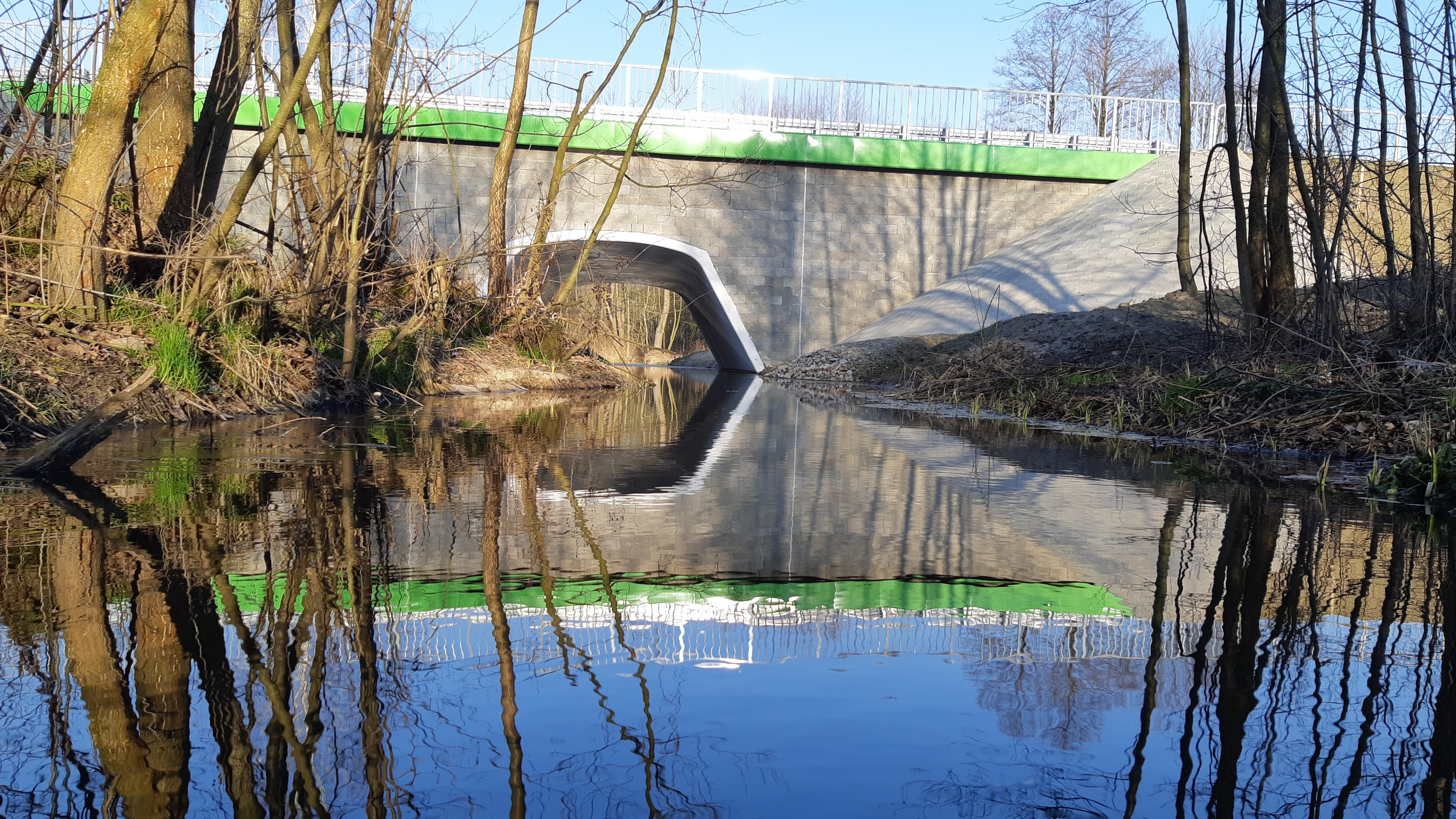
Most w Klementynowie